# Nahožábří
Nahožábří (Nudibranchia, z lat. nudus – nahý; z řec. brankhia – žábry) je skupina vodních, moře obývajících zadožábrých plžů. Pozornost upoutá především jejich neotřelý tvar a zářivé barvy. Mezi zvláštní schopnosti patří to, že po pozření živočicha z kmene žahavců mohou transportovat jeho žahavé buňky do své pokožky a sami tak získají schopnost žahat. Také druhy, které se živí jedovatými podmořskými houbami, si dokáží ukládat jed do pokožky a poté ho použít pro vlastní potřeby.